# 1084
1084 (MLXXXIV) a fost un an bisect al calendarului iulian.

## Evenimente
- 21 martie: Împăratul Henric al IV-lea devastează Roma.

- 24 martie: Antipapa Clement al III-lea este consacrat ca papă la Roma.

- 31 martie: Henric al IV-lea este încoronat de către antipapa Clement al III-lea.

- 24 mai: Venit ca aliat al papei Grigore al VII-lea, normandul Robert Guiscard se prezintă la Roma, pe care o ocupă; închis de Henric al IV-lea în castelul Sant'Angelo, papa Grigore al VII-lea este eliberat de către normanzi, care însă jefuiesc orașul, provocând revolta locuitorilor; la rândul său, Henric se întoarce în Germania.

- 23 iunie: Sf. Bruno de Köln întemeiază Ordinul Cartusian, în apropiere de Grenoble.

- 2 iulie: Contesa Matilda de Toscana reușește să în înfrângă pe lombarzi, partizani ai lui Henric al IV-lea, în lupta de lângă castelul Sorbara, din apropiere de Modena.
- 13 decembrie: Turcii selgiucizi, conduși de Soliman I, după ce invadaseră regatul armean din Cilicia, capturează Antiohia de la generalul bizantin de origine armeană Filaret Brachamios.

### Nedatate
- iulie: Robert Guiscard și Grigore al VII-lea părăsesc definitiv Roma și se refugiază în sudul Italiei, la Salerno.

- octombrie: Robert Guiscard părăsește Apulia și debarcă la Valona, în Iliria, reluând acțiunile împotriva Bizanțului.

- noiembrie: Flota venețiană, aliată a bizantinilor, îi înfrânge în două rânduri pe normanzii lui Robert Guiscard la nord de Corfu.

- noiembrie: Papa Grigore al VII-lea convoacă la Salerno un sinod, în care sunt excomunicați Henric al IV-lea și Clement al III-lea.

- Regele Halsten al Suediei este asasinat, iar fratele său Inge "cel Bătrîn" este depus, rămânând să domnească doar în Gothenland; în Svealand începe domnia lui Blot-Sweyn, din familia Svear.

## Arte, Știință, Literatură și Filozofie
- iulie: Catedrala de la Salerno este consacrată în prezența papei Grigore al VII-lea și a lui Robert Guiscard.
- Cancelarul chinez Sima Guang încheie compilația "Zizhi Tongjian", o enormă scriere istorică în 294 de volume.

## Înscăunări
- 13 aprilie: Alain al IV-lea Fergent, duce de Bretagne (1084-1112).
- august: Nicolae al III-lea, patriarh de Constantinopol (1084-1111).
- Blot-Sweyn, rege al Suediei (în Svealand), (1084-1087)
- Kyanzittha, suveran în statul Pegu, din Burma (1084-1112).

## Nașteri
- David I, rege al Scoției (d. 1153)
- Hugo de Burgundia (d. 1143).
- Li Qingzhao, poetă din China (d. 1151).

## Decese
- 13 aprilie: Hoel al II-lea, duce al britonilor (n. ?)
- 20 noiembrie: Ottone al II-lea de Monferrato (n. 1015).
- Halsten, rege al Suediei (n. ?)
- Sawlu, rege birmanez (n. ?)